# Assyriska Fotbollsföreningen
L'Assyriska Fotbollsföreningen, meglio noto come Assyriska FF o semplicemente Assyriska, è una società calcistica svedese con sede nella città di Södertälje. Dal 2019 milita in Division 2, la quarta serie del calcio svedese, a seguito della retrocessione della precedente stagione.
La squadra è espressione del popolo assiro, mentre l'altro club di Södertälje, i rivali del Syrianska, rappresenta il popolo arameo siriaco.

## Storia
L'Assyriska fu fondato nel 1971 come polisportiva da immigrati assiri provenienti dalla Turchia, mentre nel 1974 venne creata anche la sezione calcistica. 
I primi immigrati giunti in Svezia dal Medio Oriente tra gli anni '60 e '70 venivano denominati dalle autorità locali come Assyrier (assiri). Una parte di essi rifiutò questa nomenclatura, chiedendo di essere chiamati Syrianer (siriaci) sulla base di alcune differenze identitarie. Gli assiri infatti vantavano la loro discendenza dagli antichi Assiri che dominarono a lungo la cultura mesopotamica in epoca pre-cristiana, mentre i siriaci ponevano un accento maggiore sulla loro identità siro-ortodossa legata al popolo arameo, oltre ad altre differenze religiose che hanno portato all'instaurazione di chiese e vescovi differenti tra loro. Fondarono un nuovo club, e nacque così la rivalità cittadina tra Assyriska e Syrianska.
A partire dalla metà degli anni '90 il consiglio di amministrazione societario decretò l'apertura del club nei confronti di giocatori non assiri.
Nel frattempo, nel 1992, l'Assyriska venne promosso per la prima volta nella sua storia nel secondo livello del calcio svedese, che all'epoca era denominato Division 1. Seguirono una immediata retrocessione in terza serie, una promozione, una nuova retrocessione in terza serie e una nuova promozione. Dal 1997 in poi, tuttavia, il club riuscì a rimanere in pianta stabile in seconda serie. In occasione della Coppa di Svezia 2003, la squadra avanzò al punto tale da battere 4-1 l'IFK Göteborg nei quarti di finale e 4-0 il Djurgården in semifinale, salvo poi uscire sconfitto per 2-0 dalla finalissima contro l'Elfsborg.
Il terzo posto in classifica nella Superettan 2004 diede all'Assyriska l'opportunità di giocare gli spareggi per una storica promozione in Allsvenskan
Nonostante la sconfitta negli spareggi promozione per l'Allsvenskan contro l'Örgryte al termine della stagione 2004, ma il doppio confronto vide prevalere l'Örgryte per la regola dei gol fuori casa. Nonostante ciò, l'esclusione dell'Örebro SK per problemi economici consentì al club di essere ripescato per quella che fu la sua prima partecipazione alla massima serie nazionale. Questa parentesi durò tuttavia un solo anno, poiché la squadra chiuse l'Allsvenskan 2005 all'ultimo posto, tornando dunque a militare in Superettan dall'anno seguente. Nel giro di due anni l'Assyriska si ritrovò in terza serie, poiché che anche la Superettan 2006 si concluse con una retrocessione, anche se la risalità fu immediata e la permanenza al secondo livello durò nove stagioni.
Dal 2017 in poi, invece, la squadra alternò partecipazioni alla terza serie ad altre in Division 2, il quarto livello del calcio svedese.

## Allenatori
- Jim Platt (1992-1993)
- Bo Petersson (2002)
- Conny Karlsson (2003-2004)
- José Morais (2005)
- Conny Karlsson (2009)
- Roberth Björknesjö (2009)
- Rikard Norling (2010-2011)
- Pat Walker (2011)
- Paul Munster (2012)
- Azrudin Valentić (2012-2014)
- Sören Åkeby (2014)
- Azrudin Valentić (2014-2015)
- Giles Stille (2021-)

## Organico

### Rosa
aggiornata al 31 dicembre 2015
| N. |                   | Ruolo | Calciatore                |
| -- | ----------------- | ----- | ------------------------- |
| 1  | Svezia (bandiera) | P     | Robin Malmkvist           |
| 2  | Svezia (bandiera) | D     | Filip Korkes              |
| 3  | Svezia (bandiera) | D     | Christoffer Eriksson      |
| 4  | Svezia (bandiera) | A     | Andreas Haddad            |
| 5  | Svezia (bandiera) | D     | David Durmaz              |
| 6  | Svezia (bandiera) | D     | Linus Malmborg (capitano) |
| 8  | Svezia (bandiera) | C     | Jens Jacobsson            |
| 10 | Svezia (bandiera) | C     | Christopher Brandeborn    |
| 12 | Svezia (bandiera) | C     | Fredrik Holster           |
| 14 | Svezia (bandiera) | C     | Rani Besara               |
| 15 | Svezia (bandiera) | C     | George Makdessi           |

| N. |                        | Ruolo | Calciatore                       |
| -- | ---------------------- | ----- | -------------------------------- |
| 17 | Svezia (bandiera)      | C     | Yousef Yousef                    |
| 19 | Argentina (bandiera)   | A     | Gustavo Blanco Leschuk           |
| 20 | Svezia (bandiera)      | C     | Rani Haddad                      |
| 21 | Svezia (bandiera)      | P     | Adrian Engdahl                   |
| 22 | Svezia (bandiera)      | D     | Nemrut Awrohum                   |
| 24 | Gambia (bandiera)      | C     | Aziz Corr Nyang                  |
| 87 | Svezia (bandiera)      | C     | Christer Youssef (vice capitano) |
| 91 | Svezia (bandiera)      | A     | Mattias Genc                     |
| —  | Svezia (bandiera)      | C     | Adai Khoury                      |
| —  | Inghilterra (bandiera) | C     | Kenny Pavey                      |

## Palmarès

### Competizioni nazionali
- Division 1: 1

2007
- Division 2: 4

1994, 1996, 2020, 2023

### Altri piazzamenti
- Coppa di Svezia:

Finalista: 2003
- Superettan:

Terzo posto: 2004
- Division 1:

Secondo posto: 1999